# Polydesmus pilipes
Polydesmus pilipes är en mångfotingart som beskrevs av Peters 1864. Polydesmus pilipes ingår i släktet Polydesmus och familjen plattdubbelfotingar. Inga underarter finns listade i Catalogue of Life.